# Karlovo Peak
Der Karlovo Peak (englisch; bulgarisch връх Карлово wrach Karlowo) ist ein über 300 m hoher Berg auf der Livingston-Insel im Archipel der Südlichen Shetlandinseln. Im Delchev Ridge der Tangra Mountains ragt er 0,56 km ostnordöstlich des Mesta Peak und 1,4 km südwestlich des Renier Point auf. Sein nordwestlicher und der markante südöstliche Hang sind teilweise unvereist. Der östliche Ausläufer des Sopot-Piedmont-Gletscher liegt nördlich von ihm.
Die bulgarische Kommission für Antarktische Geographische Namen benannte ihn 2004 nach der Stadt Karlowo im Zentrum Bulgariens.